# Donna Ares
Donna Ares (Azra Kolaković; Bihać, 1. siječnja 1977. – Bihać, 2. listopada 2017.), bila je bosanskohercegovačka pjevačica. Ostavila je velike hitove, albume i singlove iza sebe. Najveći uspjeh je postigla pjesmom “To mi nije trebalo” koja se našla na njenom trećem studijskom albumu “Jackpot” 2004. godine. Važi za najtalentiraniju bosansku umjetnicu koja je pisala i glazbu i tekst za svoje pjesme.

## Životopis
Rođena je 1. siječnja 1977., u Bihaću. Glazbom se počela baviti još kao dijete. Njezina majka drži satove klavira u jednoj glazbenoj školi, a njezin otac je nekadašnji pop-rock gitarist. Još kao mala djevojčica nastupila je na dječjem festivalu, a od svoje 14. godine nastupa s rock grupom "Camino Verde" u lokalnim diskotekama kao pjevačica. Sa šesnaest godina napisala je svoje prve tekstove i snimila prvu pjesmu. Završila je glazbenu školu te je studirala engleski jezik i književnost na sveučilištu. 
1997. prvi put javno nastupa pod imenom "Donna Ares" na izboru za pjesmu Eurovizije na Dori, a iste godine ostvaruje veliki uspjeh sa svojom pjesmom "Kazna" na festivalu "Bihać ‘97", koja je lansira visoko na sve top liste u BiH.
2005. doživljava ogroman uspjeh u susjednoj Srbiji, gdje njena pjesma "To mi nije trebalo" doživljava svoj pravi vrhunac, te osvaja sve nagrade za apsolutni hit godine. Isto tako, nizom koncerata u Hrvatskoj po svim poznatim narodnjačkim klubovima, Donna osvaja i domaću publiku. Potom njeni nastupi u Crnoj Gori, Sloveniji i Makedoniji ostavljaju nezapamćeni uspjeh.
Nakon toga izdaje još jednu "best of" kompilaciju.
Preminula u 40. godini života (1.10.2017 god.) nakon trogodišnje i teške borbe s opakom bolešću.

## Diskografija
1998., snima svoj prvi autorski album "Ti me više ne voliš", pod producentskom palicom Ljubovci Džavida u "Sani Records" studiju u Duisburgu, u Njemačkoj. Ovaj album doživljava odličan prijem kod publike, a istoimena pjesma postaje veliki pop hit.
Nakon dvije godine izlazi album "Donna Live 2000", gdje je snimila i obradila stare folk hitove, ali i popularne evergreene poput popularnih "Woman In Love", "I’m so excited" i sl., i ovim albumom skreće veliku pažnju na sebe, ali i izaziva burne i oštre reakcije medija i struke, jer je spojila dva do tada inače nespojiva stila, što je publika odlično prihvatila, a struka žestoko kritizirala.
1999. izazvana negiranjem njenog folk poteza, piše tekst i glazbu za pjesmu "Sviraj nešto narodno", koju je snimila u duetu s folk zvijezdom Halidom Bešlićem. Pjesma je premijerno izvedena na festivalu "Forte 2000", a 2001. uvrštena na album "Mix 2" uz odličan odabir ponovo starih folk hitova, među kojima je i duet s Kemalom Malovčićem "Kćeri moja Aliji dal' da te dam", te "Prokleta je Amerika" i mnoge druge stare pjesme.
2002. izlazi album "Čuvaj se dušo" s istoimenim hitom. Nakon kraće pauze izlazi novi album "Jackpot". 2006. izdaje album "Nemam razloga za strah" koji je poseban po tome što je po prvi put uzela za sebe pjesme drugih autora kolega. 2006. također izlazi prvo DVD izdanje "Donna Ares - The Best of 1997/2006".

## Vanjske poveznice
- Službena web stranica  Arhivirana inačica izvorne stranice od 2. listopada 2017. (Wayback Machine)